# Amalá
Amalá é uma comida ritual votiva do Orixá Xangô, Iansã, Obá e Ibeji.
No Candomblé é feito com quiabo cortado, cebola ralada, pó de camarão, sal, azeite de dendê ou azeite doce, pode ser feito de várias maneiras. É oferecido em uma gamela forrada com massa de acaçá. Também chamado pelo povo de santo nos candomblés jeje-nagôs de caruru.
No Batuque do Rio Grande do Sul é preparado a base de um pirão de farinha de mandioca, onde se adicionam um molho de carne de peito bovina com mostarda, servido em uma gamela junto com bananas e maçã. Pode sofrer muitas variações na sua forma de preparo, chegando a mais de trinta pratos diferentes de Amalá.